# Famille de Bailleul (Pays de Caux)
Pour les articles homonymes, voir Bailleul et Familles de Bailleul.
La famille de Bailleul du pays de Caux en Normandie est une famille de la noblesse de Normandie.
Réputée descendre de l’ancienne famille de Bailleul, qui donna un Roi à l’Écosse, selon des généalogies d’Ancien Régime , mises en doute aujourd’hui, elle connut une importante ascension sociale au XVIIe siècle avec Nicolas de Bailleul, magistrat, diplomate, administrateur et ministre français des règnes de Louis XIII et Louis XIV.

## Histoire de la famille
- Le père fondateur de la famille est Pierre de Bailleul, il a été anobli le 3 février 1502. Il épouse en 1476 Guillemette de Hareng, dont un fils Jean qui suit.
- Jean de Bailleul qui épouse Jeanne Olivier dont deux fils Nicolas et Bertrand qui suivent.
- Bertrand de Bailleul, sieur de Poyanne, décédé le 17 juillet 1570 sans postérité.
- Nicolas de Bailleul épouse Marie Hervieu, de cette union naissent plusieurs enfants dont :
- Charles de Bailleul, né entre 1534 et 1544 et décédé en 1601, Escuyer, seigneur de Sainte Marie de Vattetot. Il épouse Marie Martel, plusieurs enfants dont :
- Marie de Bailleul épouse le 4 juin 1624 à Angerville-Bailleul, François de Pardieu décédé en 1662, chef de la noblesse en Caux de Normandie et ils ont eu au moins quatre fils dont Jacques Pardieu de Franquesnay vicomte d'Arques (fief situé à Avremesnil, Seine-Maritime)[3].

Les alliances de la famille sont les familles de Clères et Famille d'Estouteville.
Attention toutefois à toute spéculation autour des ascendants de cette noble famille. En effet, une étude menée par Christian Morel démontre la faiblesse des hypothèses souvent retenues.

## Arbre généalogique
- Jacques de BAILLEUL
  - Guillaume de BAILLEUL
  - Pierre de BAILLEUL x Guillemette HARANG de GAUVILLE
    - Anne de BAILLEUL
    - Jean de BAILLEUL x Jeanne OLLIVIER de LA MOTTE
      - Bertrand de BAILLEUL x Catherine de PRESTEVAL
      - Nicolas de BAILLEUL x Marie HERVIEU
        - Robert de BAILLEUL
        - Marie de BAILLEUL
        - Nicolas de BAILLEUL x Marie HABERT du TREMBLAY
          - Nicolas de BAILLEUL (1586 - 1652)

      - Madeleine de BAILLEUL x Nicolas de BRIHON

## Blasons et armoiries
D'argent, à la fasce de gueules, accompagnée de 3 mouchetures d'hermine de fable, 2 en chef et une en pointe

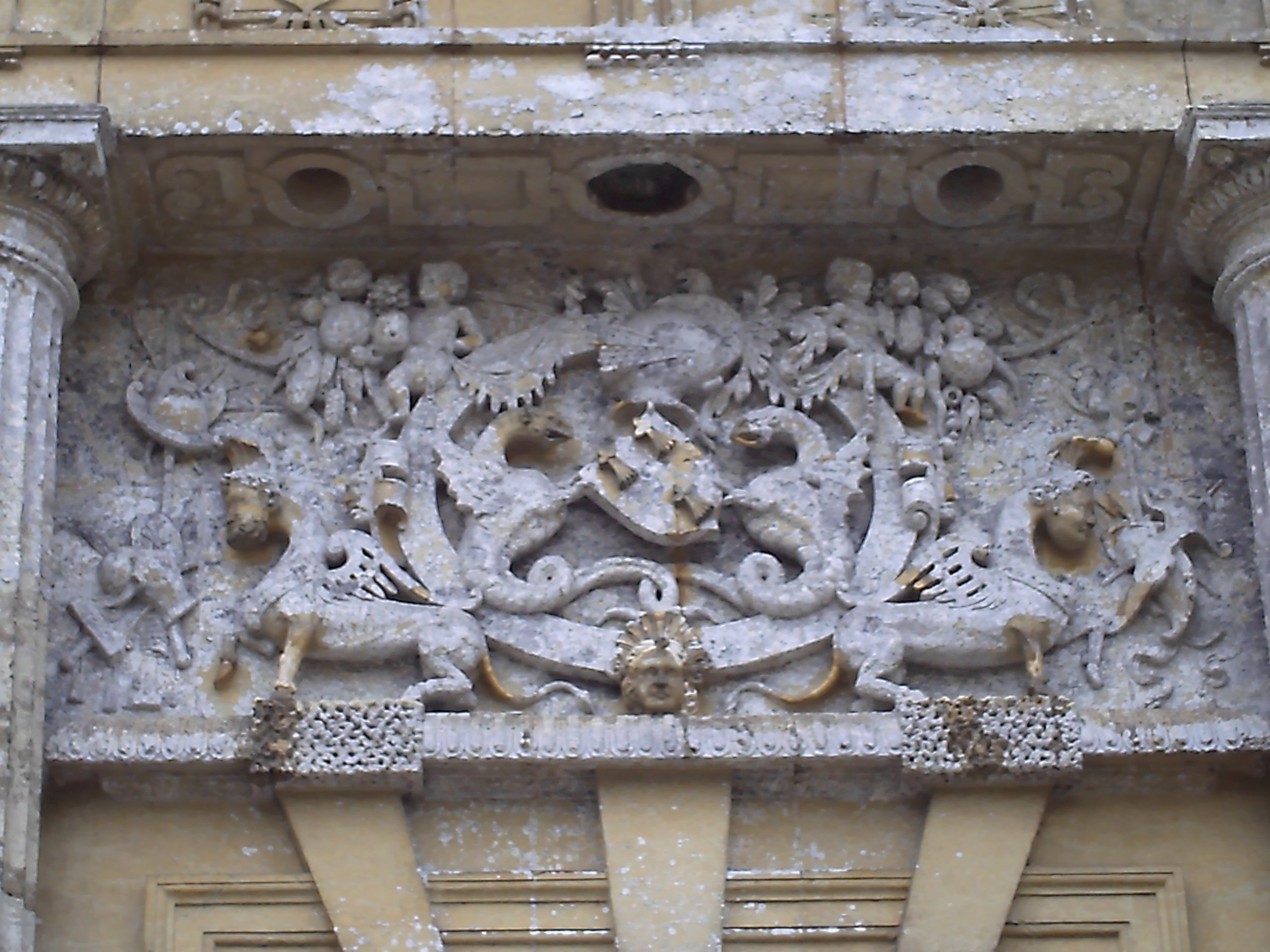
Dessus-de-porte sculpté aux armes des Bailleul

## La demeure familiale
Le château de Bailleul est une demeure Renaissance de grande valeur et de grande qualité, construite en 1543 sur le domaine d'Angerville par Bertrand de Bailleul. Il appartient aujourd’hui à Ranga Brossais Doliger, investisseur parisien. Dans le parc, on peut y voir de beaux alignements de hêtres, une grange dîmière richement ornementée et les vestiges d'une rampe de lancement de V1 de la Seconde Guerre mondiale.

## Pour approfondir